# Humppa
Humppa é um  gênero de música originário da Finlândia. Está relacionado com o Jazz e com o Foxtrote